# Lars Grini
Lars Grini, norveški smučarski skakalec, * 29. junij 1944, Gran, Norveška.
Grini je nastopil na Zimskih olimpijskih igrah 1968 v Grenoblu, kjer je osvojil bronasto medaljo na veliki skakalnici in trinajsto mesto na srednji. Na Svetovnem prvenstvu 1970 v mestu Vysoké Tatry, je osvojil bronasto medaljo na srednji skakalnici. Leta 1967 je postavil dva svetovna rekorda v smučarskih skokih s 147 in 150 metri na Letalnici Heini Klopfer, drugi je veljal eno leto.